# Windsor Locks
Windsor Locks, kommun (town) i Hartford County, Connecticut, USA med cirka 12 237 invånare (2002). Den har enligt United States Census Bureau en area på 24,3 km². Här ligger flygplatsen Bradley International Airport.